# Paróquia Nossa Senhora da Conceição Aparecida

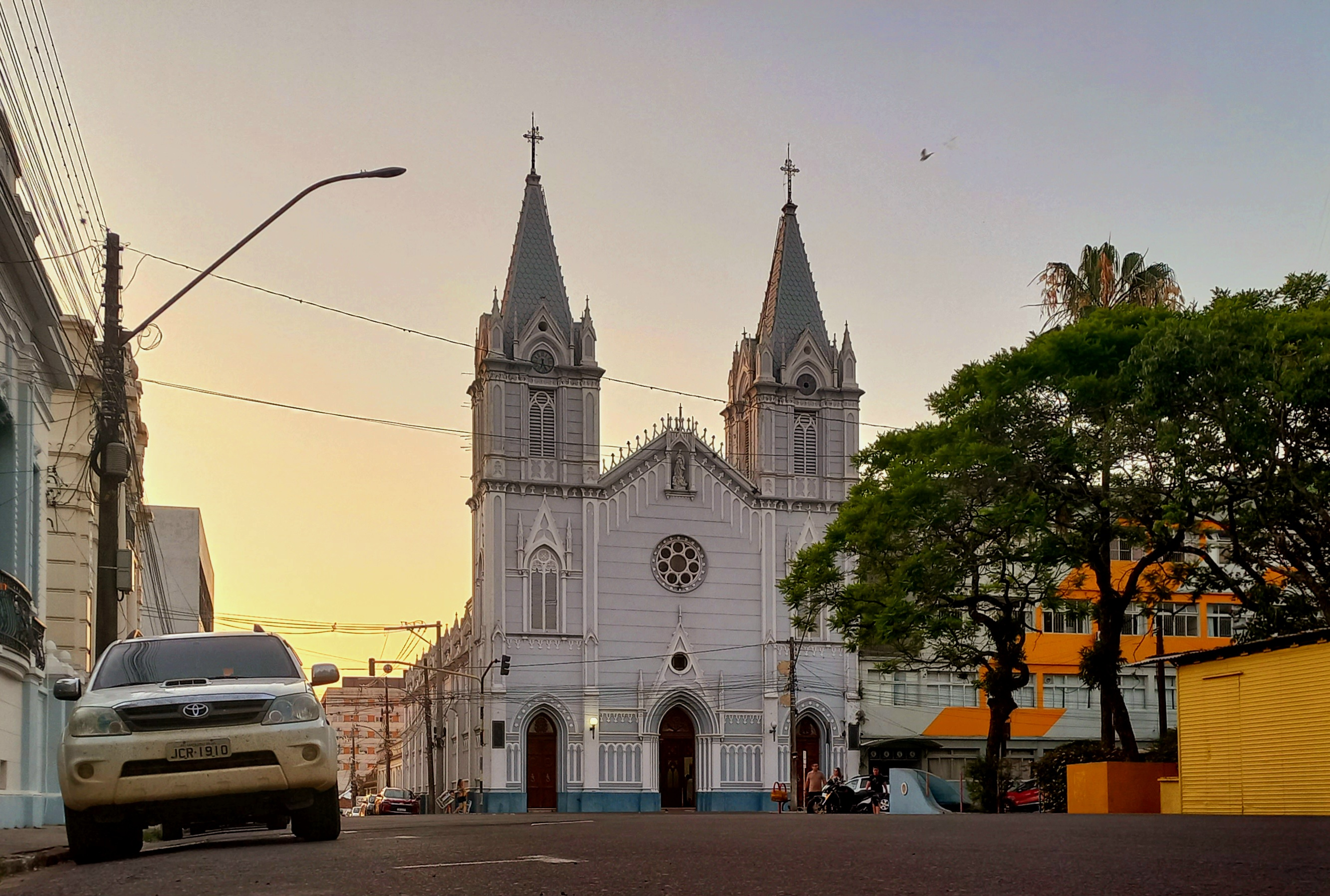
Igreja Matriz de Alegrete

A Igreja de Nossa Senhora da Conceição Aparecida é um templo da Igreja Católica localizado na Rua Vasco Alves, em Alegrete, município do Rio Grande do Sul. Foi fundada em 1846.

## O Padroeiro
Nossa Senhora da Conceição é a veneração da Virgem Maria, concebida, conforme dogma católico, sem manchas, sem pecado. Sua festa é comemorada em 8 de dezembro e foi inscrita no calendário litúrgico da Igreja em 28 de fevereiro de 1477, pelo papa Sisto V. Sua solenidade é festa de guarda em toda a Igreja Católica, ou seja, todos os fiéis devem participar da Missa como se fosse domingo.